# TI-99/4A
TI-99/4A — домашній комп'ютер, створений компанією Texas Instruments (TI) і випущений на ринок 1981 року, спочатку за ціною 525 доларів (продавався без монітора). Модель TI-99/4A — це покращений варіант не дуже вдалої (і досить рідкісної) моделі TI-99/4, випущеної 1979 року за ціною 1150 доларів (продавалася з монітором).
Комп'ютер є моноблоком, материнська плата з процесором міститься в одному корпусі під клавіатурою. Блок живлення розміщений праворуч від клавіатури за слотом картриджа — ця виїмка в корпусі була досить гарячою, користувачі називали її «місцем для розігріву чашки з кавою». Зовнішній блок живлення, що відрізнявся у різних країнах, був по суті знижувальним трансформатором.
Комп'ютер TI-99/4A не витримав конкуренції, і фірмі Texas Instruments довелося знизити його ціну нижче від собівартості. 1984 року через колосальні збитки вони відмовилися від подальшого виробництва та розвитку цього комп'ютера.

## Технічні характеристики
- Процесор: 16-розрядний TI TMS9900 на частоті 3 МГц
- Графіка: 256×192 16 кольорів (текстовий режим з довільним знакогенератором + спрайти)
- Пам'ять:
  - 256 байт 16-розрядного статичного ОЗП, доступного процесору безпосередньо
  - 8 КБ 16-розрядного системного ПЗП, доступного процесору безпосередньо
  - 16 КБ ОЗП відеопроцесора (доступний центральному процесору через порт введення-виведення; частково замінює відсутній ОЗП користувача)
  - 18 КБ GROM, доступного процесору через порт введення-виведення
  - ОЗП/ПЗП, розширювані за допомогою картриджів
- Відеопроцесор: TI TMS9918A VDP, 4 основних відеорежими
- Звук: TI TMS9919, 3 канали з прямокутною формою хвилі + канал шуму, роздільне 16-рівневе регулювання гучності для кожного каналу

## Процесор

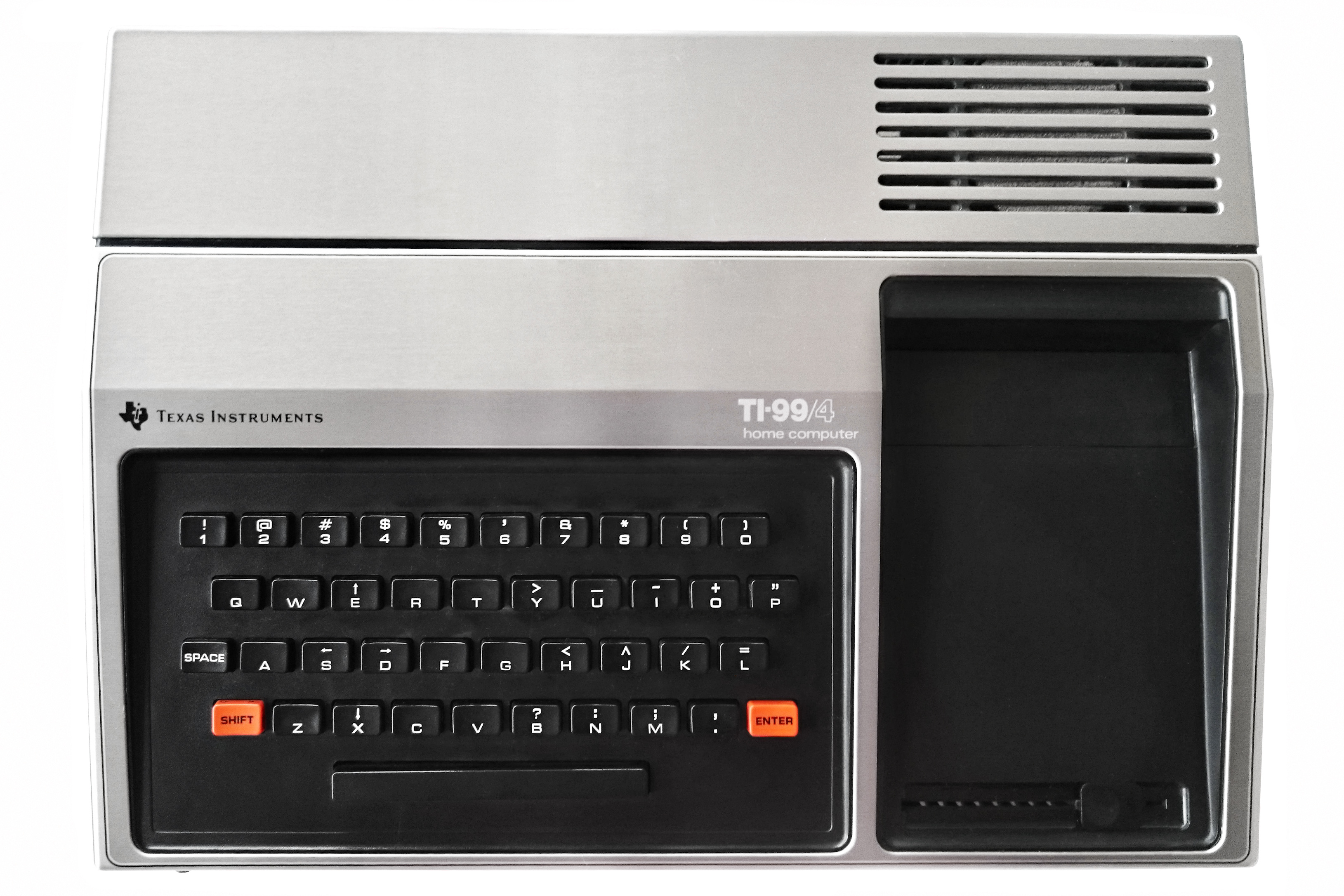
TI-99/4

1976 року фірма Texas Instruments (TI), одна з найбільших фірм, що випускають електроніку, випустила процесор Texas Instruments TMS9900, побудований за архітектурою міні-комп'ютера TI 990. Особливістю архітектури було те, що мікросхема процесора містила лише три вбудовані регістри: лічильник команд, регістр стану та вказівник робочого простору; решта регістрів розміщувалися в оперативній пам'яті, за адресою, вказаною в регістрі робочого простору. Процесор не мав великого попиту.
TI використала TMS9900 як основу персонального комп'ютера TI-99/4, випущеного 1979 року. Це був перший 16-розрядний процесор (з 16-розрядною шиною даних) і його використання могло б помітно підвищити продуктивність комп'ютера. Однак до 16-розрядної шини було підключено лише 256 байт статичної пам'яті та системний ПЗП. Решта пам'яті (ОЗП) та периферійні пристрої були 8-розрядними і підключалися через мультиплексор, що вимагало подвоєння числа циклів звернення до них. Імовірно, таку схему обрано через проблеми з випуском нової 8-розрядної версії процесора, що спеціально розроблялася для цього комп'ютера, тоді як виробництво TMS9900 було добре освоєно. Використання 8-розрядного доступу до ОЗП, зовнішніх пристроїв і картриджів, спільне використання ОЗП відеопроцесором і повільна робота інтерпретатора мови Бейсик, написаного проміжною інтерпретованою мовою Graphics Programming Language (GPL) (що призводило до подвійної інтерпретації), призвели до того, що зростання продуктивності в порівнянні з 8-розрядними процесорами не відбулося. Через відсутність регістрів загального призначення всі команди працювали з пам'яттю, що також не додавало швидкості.
Шина адреси цього процесора теж була 16 біт, що дозволяло адресувати лише 64 КБ пам'яті. 16-розрядний процесор Intel 8086, який вже був на ринку, мав шину адреси шириною 20 біт і, відповідно, дозволяв адресувати до 1 МБ пам'яті.

## Відеопроцесор
У комп'ютері використано відеопроцесор 9918, як у комп'ютерах MSX. Відеопроцесор може працювати лише в текстових режимах 32×24 та 40×24 символи. Розмір символу 8×8 пікселів для 32×24 і 6×8 пікселів для 40×24. Знакогенератор містить 256 символів, які програміст може змінювати. При цьому колір призначається для символа, а не знакомісця, тобто символ із конкретним кодом у будь-якому місці екрана має певні кольори тла та тексту.
Повноцінний графічний режим теж підтримувався: 64х48 пікселів, 16 кольорів.
Відеопроцесор дозволяв виводити в довільних місцях екрану 32 одноколірних спрайти 8×8 (або 16×16). Відеопроцесор міг виводити не більше 4 спрайтів на одній лінії. Накладенням спрайтів один на одного можна було отримати кольорові спрайти.
Апаратної прокрутки не було.

## Носії інформації
Програми для цього комп'ютера поширювалися на аудіокасетах, картриджах із ПЗП та дискетах.
Для TI-99/4A було випущено понад 200 ігор на картриджах.
Великі фірми поширювали свої програми на картриджах із ПЗП. Тобто обсяг програми міг бути довільним, і при цьому завжди залишалося 16 Кбайт ОЗП (крім не використаної відеопам'яті) для власних потреб. Деякі картриджі містили розширення ОЗП.

## GROM
Як і інші домашні комп'ютери того часу, TI-99/4 і TI-99/4A постачалися з мовою програмування Бейсик — TI BASIC, заснованим на ANSI-стандарті мови, але погано сумісному із поширеним Microsoft BASIC.
Але ПЗП комп'ютера містив не Бейсик, а інтерпретатор байт-коду, який називався GPL. Програми цього інтерпретатора містилися в спеціалізованому ПЗП, який мав назву GROM (Graphics ROM). Дані із GROM читалися через 8-бітові порти введення-виведення. При цьому GROM працювала значно повільніше від процесора.
Продуктивність програм, записаних у GROM, була вкрай низькою. Жодних активних ігор з використанням GROM написано не було. Майже для всіх ігор програмісти використовували стандартний ПЗП і машинний код. А GROM використовували лише там, де продуктивність не була потрібна, наприклад, для стартового меню ігор.
Адресний простір GROM теж становить 64 КБ, але останні 2 КБ кожних 8 КБ даних не використовувалися. Таким чином, корисний обсяг даних складав 48 КБ.
Бейсик, використовуваний на цьому комп'ютері, написано мовою GPL і записано в мікросхему GROM, встановлену всередині комп'ютера. Тобто інтерпретатор Бейсика сам написаний на інтерпретаторі. Це назвали подвійною інтерпретацією.
Програма, написана на Бейсику, зберігається у відеопам'яті. Доступ до неї можливий лише через повільні порти введення-виведення відеопроцесора.
Через складність та повільність растрової графіки вбудований Бейсик та «Extended BASIC» на картриджі не мали команд малювання крапок, ліній, кіл, заливки.
Цікавою особливістю вбудованого Бейсика був знакогенератор, де 160 символів були порожніми, а малі літери виглядали як великі.